# Epeus alboguttatus
Epeus alboguttatus là một loài nhện trong họ Salticidae.
Loài này thuộc chi Epeus. Epeus alboguttatus được Tord Tamerlan Teodor Thorell miêu tả năm 1887.